# African Patrol
African Patrol ist eine britische Kriminalfernsehserie, die 1957/58 in der britischen Kolonie Kenia produziert wurde. Sie wurde vom 5. April 1958 bis zum 22. März 1959 in Syndikation ausgestrahlt. Gaststar war unter anderem Honor Blackman, die in drei Episoden in verschiedenen Rollen auftrat. Auch Benny Goodman war in einer Folge zu sehen.

## Handlung
Die African Patrol ist eine Kolonialpolizeieinheit, deren Beamte in Nairobi stationiert sind. Die Kriminalfälle werden von Chief Inspektor Paul Derek, der eine besondere kriminalistische Ausbildung besitzt, bearbeitet.  

## Produktionshintergrund
Da Mitte der 1950er Jahre in Afrika eine Reihe von kommerziell erfolgreichen Abenteuerfilmen mit exotischem Hintergrund (so genannte Safarifilme) hergestellt wurden, produzierte George Breakston die Serie vor Ort in Kenia, obwohl in der Kolonie ein Aufstand gegen die britische Kolonialherrschaft stattfand. Breakston hatte schon 1957 in Zusammenarbeit mit zwei US-amerikanischen Produzenten die Fernsehserie Dschungelboy produziert.

## Episodenliste
| Nr. | Deutscher Titel | Originaltitel              | Erstausstrahlung USA | Deutschsprachige Erstausstrahlung () |
| --- | --------------- | -------------------------- | -------------------- | ------------------------------------ |
| 1   | –               | The Baboon Laughed         | 5. Apr. 1958         |                                      |
| 2   | –               | The Hunt                   | 19. Apr. 1958        |                                      |
| 3   | –               | Bodango Gold               | 26. Apr. 1958        |                                      |
| 4   | –               | Lost                       | 3. Mai 1958          |                                      |
| 5   | –               | The Accident               | 10. Mai 1958         |                                      |
| 6   | –               | The Duel                   | 17. Mai 1958         |                                      |
| 7   | –               | Murder is Spelled L.O.V.E. | 24. Mai 1958         |                                      |
| 8   | –               | The Bad Samaritan          | 31. Mai 1958         |                                      |
| 9   | –               | Hooded Death               | 8. Juni 1958         |                                      |
| 10  | –               | Shooting Star              | 15. Juni 1958        |                                      |
| 11  | –               | No Science                 | 22. Juni 1958        |                                      |
| 12  | –               | Heart of Gold              | 29. Juni 1958        |                                      |
| 13  | –               | Counterfeit                | 6. Juli 1958         |                                      |
| 14  | –               | Mombasa                    | 13. Juli 1958        |                                      |
| 15  | –               | Tycoon                     | 20. Juli 1958        |                                      |
| 16  | –               | Hashish                    | 27. Juli 1958        |                                      |
| 17  | –               | Knife of Aesculapius       | 10. Aug. 1958        |                                      |
| 18  | –               | Killer from the Forest     | 17. Aug. 1958        |                                      |
| 19  | –               | Breakout                   | 24. Aug. 1958        |                                      |
| 20  | –               | The Girl                   | 31. Aug. 1958        |                                      |
| 21  | –               | Missing Doctor             | 7. Sep. 1958         |                                      |
| 22  | –               | Dead Shot                  | 14. Sep. 1958        |                                      |
| 23  | –               | The Abduction              | 21. Sep. 1958        |                                      |
| 24  | –               | The Silver Story           | 28. Sep. 1958        |                                      |
| 25  | –               | Black Ivory                | 5. Okt. 1958         |                                      |
| 26  | –               | The Robbery                | 12. Okt. 1958        |                                      |
| 27  | –               | No Place To Hide           | 26. Okt. 1958        |                                      |
| 28  | –               | The Mortimer Touch         | 2. Nov. 1958         |                                      |
| 29  | –               | Shadowed Light             | 16. Nov. 1958        |                                      |
| 30  | –               | Ghost Country              | 30. Nov. 1958        |                                      |
| 31  | –               | The Sickness               | 14. Dez. 1958        |                                      |
| 32  | –               | Snake in the Grass         | 28. Dez. 1958        |                                      |
| 33  | –               | The Speculator             | 11. Jan. 1959        |                                      |
| 34  | –               | Hell Hath No Fury          | 25. Jan. 1959        |                                      |
| 35  | –               | The Trek                   | 8. Feb. 1959         |                                      |
| 36  | –               | Knave of Diamonds          | 22. Feb. 1959        |                                      |
| 37  | –               | Witness to Murder          | 8. März 1959         |                                      |
| 38  | –               | Man and Beast              | 22. März 1959        |                                      |
| 39  | –               | The Deadly 20 Minutes      | 22. März 1959        |                                      |

## Überlieferung
Soweit bis jetzt (2016) bekannt, sind nur zwei Episoden überliefert. Sie wurden 2008 von Mill Creek Entertainment zusammen mit anderen Agentenfernsehserien wie Secret File, U.S.A. in dem Sampler Spies & Lies auf DVD ediert. Die Serie wurde auf dem Cover wie folgt beschrieben:
This modern day police force covers the Eastern African territories of Kenya protecting the innocent from criminals such as poachers, con artists, murderers and native tribes on the rampage.